# Йозеф Рудолф Кристоф фон Рехберг
Йозеф Рудолф Кристоф фон Рехберг (на немски: Joseph Rudolph Christoph von Rechberg zu Hohenrechberg; * 10 май 1659, Остерберг, район Ной-Улм; † 26 декември 1711, дворец Вайсенщайн) от благородническия швабски род Рехберг, е фрайхер на Рехберг в Хоенрехберг (при Швебиш Гмюнд), Келмюнц, Вайсенщайн и Донцдорф, каноник в Елванген (1674 – 1682), наследствен шенк на манастир Елванген, Курфюрсткия Пфалц и княз-епископския Аугсбург, кемерер и оберст-дворцов-майстер в Дилинген, курфюрстки баварски ритмайстер.

## Произход
Той е вторият син на фрайхер Бернхард Беро III фон Рехберг (1625 – 1667) и съпругата му графиня Франциска Фугер фон Кирхберг и Вайсенхорн (1625 – 1672), дъщеря на граф Хуго Фугер фон Кирхберг-Вайсенхорн (1589 – 1627) и Мария Юлиана Фьолин фон Фрикенхаузен (1594 – 1653).
Замъкът Хоенрехберг е от 1179 до 1986 г. собственост на фамилията. Дворецът Келмюнц на Илер е собственост на фамилията фон Рехберг чрез Агнес фон Тюбинген († 1344), дъщеря на граф Готфрид I фон Тюбинген-Бьоблинген († 1316), омъжена пр. 1326 г. за Улрих фон Рехберг Стари († сл. 1362), син на Улрих II фон Рехберг († 1326) и София фон Грюндлах, и внук на Улрих фон Рехберг-Бетринген († пр. 1274). Дворецът Вайсенщайн е от 1548 до 1971 г. собственост на фамилията.
Йозеф Рудолф Кристоф фон Рехберг умира на 6 декември 1711 г. на 52 години в дворец Вайсенщайн в Лаутерщайн.
Внукът му Максимилиан фон Рехберг (* 1736, Мюнхен; † 1819, Мюнхен) става през 1810 г. граф фон Рехберг и Ротенльовен цу Хоенрехберг и също във Вюртемберг.

## Фамилия
Първи брак: на 21 май 1691 г. в Елванген с Мария Емеренция Елизабет фон и цу Зиргенщайн (* 1677; † 16 януари 1694, Елванген), дъщеря на Йохан Йоахим фон и цу Зиргенщайн и фрайин Маргарета Анна фон Щотцинген. Бракът е бездетен.
Втори брак: на 14 ноември 1694 г. в Нойбург ан дер Камел с фрайин Мария Маргарета Цецилия Фьолин фон Фрикенхаузен и Илертисен (* 13 април 1673, Нойбург; † 29 май 1738, Вайсенщайн), дъщеря на фрайхер Ханс Албрехт Фьолин фон Фрикенхаузен-Илертисен (1629 – 1693) и графиня Мария Конкордия фон Прайзинг цу Моос († 1712). Те имат осем деца:
- Мария Конкордия Франциска (* 9 август 1695, Келмюнц; † млада)
- Франц Йозеф Антон (* 3 септември 1696, Келмюнц; † 12 януари 1697, Келмюнц)
- Йохан Беро Ернст фон Рехберг (* 2 декември 1697, Келмюнц; † 12 май 1745, Вайсенщайн), фрайхер на Хоенрехберг, Вайсенщайн, Донцдорф и Келмюнц, императорсрски курфюрстки-баварски кемерер и полковник на кавалерията, женен в Мюнхен на 2 февруари 1734 г. за фрйин Мария Терезия Льош фон Хилгертсхаузен (* 17 януари 1702, Мюнхен; † 28 февруари 1766, Мюнхен), дъщеря на фрайхер Максимилиан Феликс Льош фон Хилгертсхаузен и графиня Мария Анна фон Тоеринг-Зеефелд, има син:
  - Максимилиан фон Рехберг (* 1736, Мюнхен; † 1819, Мюнхен), става 1810 г. граф фон Рехберг и Ротенльовен цу Хоенрехберг и също във Вюртемберг[4]
- Рудолф Евстах Антон (* 29 януари 1699, Келмюнц; † млад)
- Мария Анна Елизабет Маргарета (* 21 юни 1700, Келмюнц; † пр. 1715)
- Фридрих Франц Лео Ксавер (* 21 септември 1701, Келмюнц; † 15 декември 1767, Вайсенщайн), курфюрстки баварски кемерер и генерал-фелдмаршал-лейтенант
- Юлиана Тереза Йозефа (* 10 декември 1702, Келмюнц; † млада)
- Франц Йозеф Георг (* 12 март 1705, Келмюнц; † млад)